# William Quillian
William Whitcomb „Bill“ Quillian (* 13. April 1934 in Seattle; † 12. Juli 1973 in Victoria) war ein US-amerikanischer Tennisspieler.

## Karriere
Im Jahr 1951 wurde William Quillian mit Don Fly US-amerikanischer Juniorenmeister im Doppel.
Zwischen 1952 und 1955 trat er für das Tennisteam der University of Washington an. Im Jahr 1955 wurde er bei den NCAA Division I Tennis Championships Vizemeister im US-amerikanischen Hochschultennis.
Zwischen 1952 und 1958 trat Quillian siebenmal bei den U.S. Championships, die später als US Open ausgetragen wurden, an. Im Einzel erreichte er viermal die dritte Runde, sein größter Erfolg stellte sich aber im Doppel ein. Im Jahr 1955 erreichte er mit Gerald Moss das Doppelfinale, in welchem sie den Japanern Kosei Kamo und Atsushi Miyagi in fünf Sätzen unterlagen. 1958 war er außerdem im Teilnehmerfeld der Internationalen französischen Meisterschaften, die später als French Open ausgetragen wurden, und in Wimbledon; bei beiden Turnieren schied er im Einzel in der zweiten Runde aus.
Er wurde im Jahr 1958 bei einer Begegnung für die Davis-Cup-Mannschaft der Vereinigten Staaten eingesetzt. Er gewann sowohl im Einzel als auch im Doppel mit Barry MacKay je ein Match.
Nach seiner aktiven Karriere arbeitete Quillian zwischen 1966 und 1973 an seiner Alma Mater als Tennistrainer.
Im Jahr 1985 wurde Quillian postum in die Hall of Fame der University of Washington aufgenommen. Außerdem wurden die Tennisplätze und das Tennisstadion der Universität nach ihm benannt.

## Persönliches
Quillian starb im Alter von 39 Jahren an akuter Leukämie.

## Erfolge bei Grand-Slam-Turnieren

### Doppel

#### Finalteilnahmen
| Nr. | Datum              | Turnier            | Belag | Partner     | Finalgegner               | Ergebnis                |
| --- | ------------------ | ------------------ | ----- | ----------- | ------------------------- | ----------------------- |
| 1.  | 11. September 1955 | U.S. Championships | Rasen | Gerald Moss | Kosei Kamo Atsushi Miyagi | 3:6, 3:6, 6:3, 6:1, 4:6 |